# Joachim Gillessen

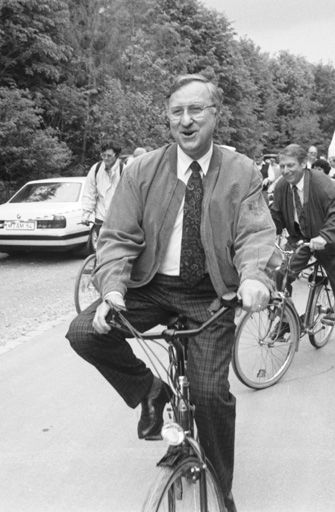
Landrat Joachim Gillessen (ca. 1993)

Joachim Gillessen (* 10. April 1935 in Berlin; † 14. Juli 2023 in Pullach) war ein deutscher Kommunalpolitiker (CSU) und von 1970 bis 1996 Landrat des Landkreises München.

## Leben
Der gelernte Jurist Gillessen arbeitete sich in Bayern bis zum Oberregierungsrat hoch und wurde 1970 zum Landrat des oberbayerischen Landkreises München gewählt. Als der Landkreis im Zuge der Gebietsreform 1972 aufgelöst werden sollte, formierte Gillessen den gemeinsamen Widerstand von Verwaltung und Bürgern. Er wurde vier Mal im Amt bestätigt: bei den Kommunalwahlen 1972, 1978, 1984 und 1990. 
Er formte den Landkreis zu einer beliebten Region für Wohnen und Gewerbe und widmete sich mit Herzblut etwa dem Bereich Bildung und Schulen. Schon in seiner ersten Amtszeit versetzte Gillessen mit der Eröffnung der Gymnasien in Kirchheim, Unterhaching und Pullach dem Ausbau der Schullandschaft einen Schub, der unter seinen Nachfolgern fortgesetzt wurde. Unter seiner Federführung entstand 1973 die Feuerwehreinsatzzentrale des Landkreises und die Einrichtung eines gemeinsamen Notarztdienstes von Stadt und Landkreis München.
Bei der Kommunalwahl 1996 trat er nicht mehr an. Gillessen lebte in Pullach im Isartal.

## Ehrungen
- 1982: Verdienstkreuz am Bande der Bundesrepublik Deutschland
- 1989: Verdienstkreuz 1. Klasse der Bundesrepublik Deutschland
- Bayerischer Verdienstorden
- Ehrenring des Landkreises München